# Гавои
Гавои (итал. Gavoi) је насеље у Италији у округу Нуоро, региону Сардинија.
Према процени из 2011. у насељу је живело 2733 становника. Насеље се налази на надморској висини од 770 м.

## Становништво
| 1936. | 1951. | 1961. | 1971. | 1981. | 1991. | 2001. | 2011. |
| ----- | ----- | ----- | ----- | ----- | ----- | ----- | ----- |
| 2.840 | 3.304 | 3.751 | 3.472 | 3.284 | 3.021 | 3.011 | 2.790 |